# Carles Simó
Carles Simó Torres (zitiert wird er als Carles Simó) (* 1946 in Barcelona) ist ein katalanischer Mathematiker.
Simó studierte an der Universität Barcelona, wo er 1974 in Mathematik bei Juan José de Orús Navarro promoviert wurde (Die Mannigfaltigkeit der Keplerbahnen und die allgemeine Störungstheorie). Gleichzeitig erwarb er auch einen Grad als Ingenieur an der Katalanischen Polytechnischen Universität. Seit 1975 hat er in Barcelona eine volle Professur in Mathematik.
Er beschäftigt sich mit (Hamiltonschen und dissipativen) dynamischen Systemen und Himmelsmechanik einschließlich Berechnung der Flugbahnen von Raumflugkörpern.
2000 hielt er einen Plenarvortrag auf dem 3. Europäischen Mathematikerkongress 2000 in Barcelona (New families of solutions of n-body problems).
Er ist Mitglied der American Mathematical Society, der französischen mathematischen Gesellschaft, der New York Academy of Sciences und der Akademien der Wissenschaften in Madrid und Barcelona.
Zu seinen Doktoranden gehört Juan Morales Ruiz.